# Norwegian Air Sweden
Norwegian Air Sweden AOC AB è una compagnia aerea svedese e una sussidiaria completamente controllata dalla low cost Norwegian Air Shuttle. La compagnia aerea opera con alcuni Boeing 737 da basi in paesi europei al di fuori della Norvegia per conto della sua società madre, con tutti gli aeromobili registrati in Svezia.

## Storia
Nel luglio 2018, Norwegian Air Shuttle ha richiesto all'Agenzia dei trasporti svedese un certificato di operatore aereo (AOC) svedese, al fine di ottenere l'accesso a diritti di traffico aggiuntivi e avviare nuove rotte da e per la Svezia per la società madre. Il 20 novembre 2018, la compagnia aerea, legalmente costituita come Norwegian Air Sweden AB (codice IATA: LE, codice ICAO: NSW, indicativo di chiamata: NORDIC), ha preso in consegna il suo primo aeromobile, un Boeing 737 MAX 8, dopo aver ricevuto il suo certificato di operatore aereo. Da allora, Norwegian Air Sweden ha ricevuto ulteriori aeromobili sia tramite consegna diretta da Boeing sia tramite trasferimento dalla società madre Norwegian Air Shuttle e dalle sue altre sussidiarie.
A partire da agosto 2019, la compagnia aerea ha iniziato a operare alcuni voli a corto raggio con base a Oslo-Gardermoen e Stoccolma-Arlanda per conto della società madre. La compagnia aerea, allora con Boeing 787-9 immatricolati nella sua flotta, sarebbe poi subentrata nell'esercizio di vari voli a lungo raggio con base a Roma-Fiumicino durante la successiva stagione estiva 2020; tuttavia, le operazioni a lungo raggio sono state sospese nel marzo 2020 a causa della pandemia di COVID-19. Nel gennaio 2021, Norwegian Air Shuttle ha annunciato che tutte le operazioni a lungo raggio, incluse quelle operate da Norwegian Air Sweden, sarebbero terminate per concentrarsi sulla rete di rotte europee a corto raggio.
Nel marzo 2021, Geir Karlsen, CFO della società madre Norwegian Air Shuttle, ha riferito che la sua flotta di Boeing 737 MAX, alcuni dei quali registrati presso la Norwegian Air Sweden, non avrebbe ripreso le operazioni e che la flotta sarebbe stata ritirata. Entro aprile 2021, la base e le operazioni di volo della Norwegian Air International sono state trasferite alla Norwegian Air Sweden, dopodiché la compagnia aerea svedese ha ereditato le operazioni situate al di fuori della Norvegia, ma all'interno del resto dell'Unione Europea (UE) per conto della sua società madre. Il 4 maggio 2021, Norwegian ha annunciato i licenziamenti dell'85% del suo personale con sede in Spagna a causa della chiusura di tutte le basi spagnole precedentemente gestite dalla defunta Norwegian Air International, ad eccezione delle sue basi ad Alicante e Malaga che sarebbero state mantenute in seguito ai tagli di posti di lavoro.
Il 10 maggio 2021, Norwegian ha trasferito sette Boeing 737-800 registrati presso la Norwegian Air Sweden a una filiale operativa svedese di nuova costituzione con un proprio COA, che è stata legalmente costituita come Norwegian Air Sweden AOC AB. Ciò è stato seguito dal fallimento della precedente filiale Norwegian Air Sweden nell'ambito del processo di ristrutturazione della Norwegian Air Shuttle. Nel giugno 2021, gli aerei rimanenti della Norwegian Air Sweden sono stati trasferiti alla Norwegian Air Sweden AOC, che avrebbe rilevato le operazioni di Norwegian al di fuori della Norvegia. Le operazioni nell'ambito del nuovo COA sono iniziate il 31 ottobre 2021.

## Flotta

### Flotta attuale

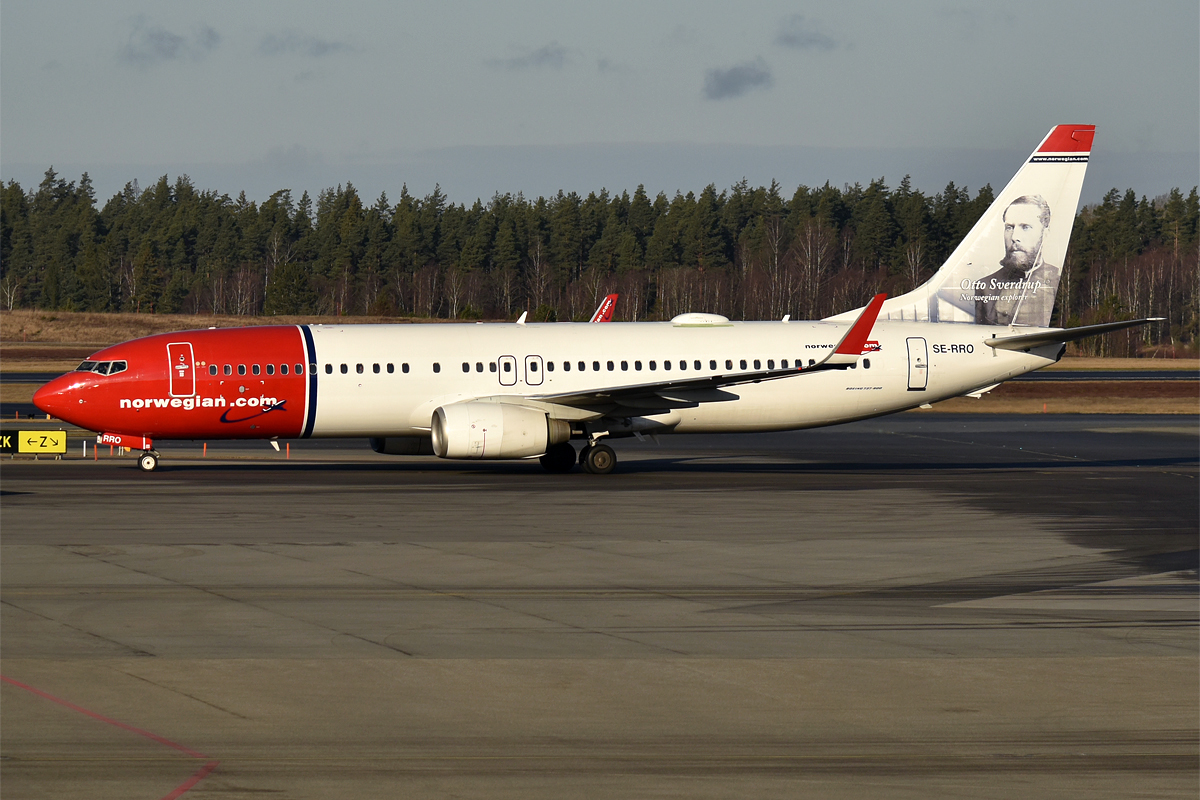
Un Boeing 737-800.

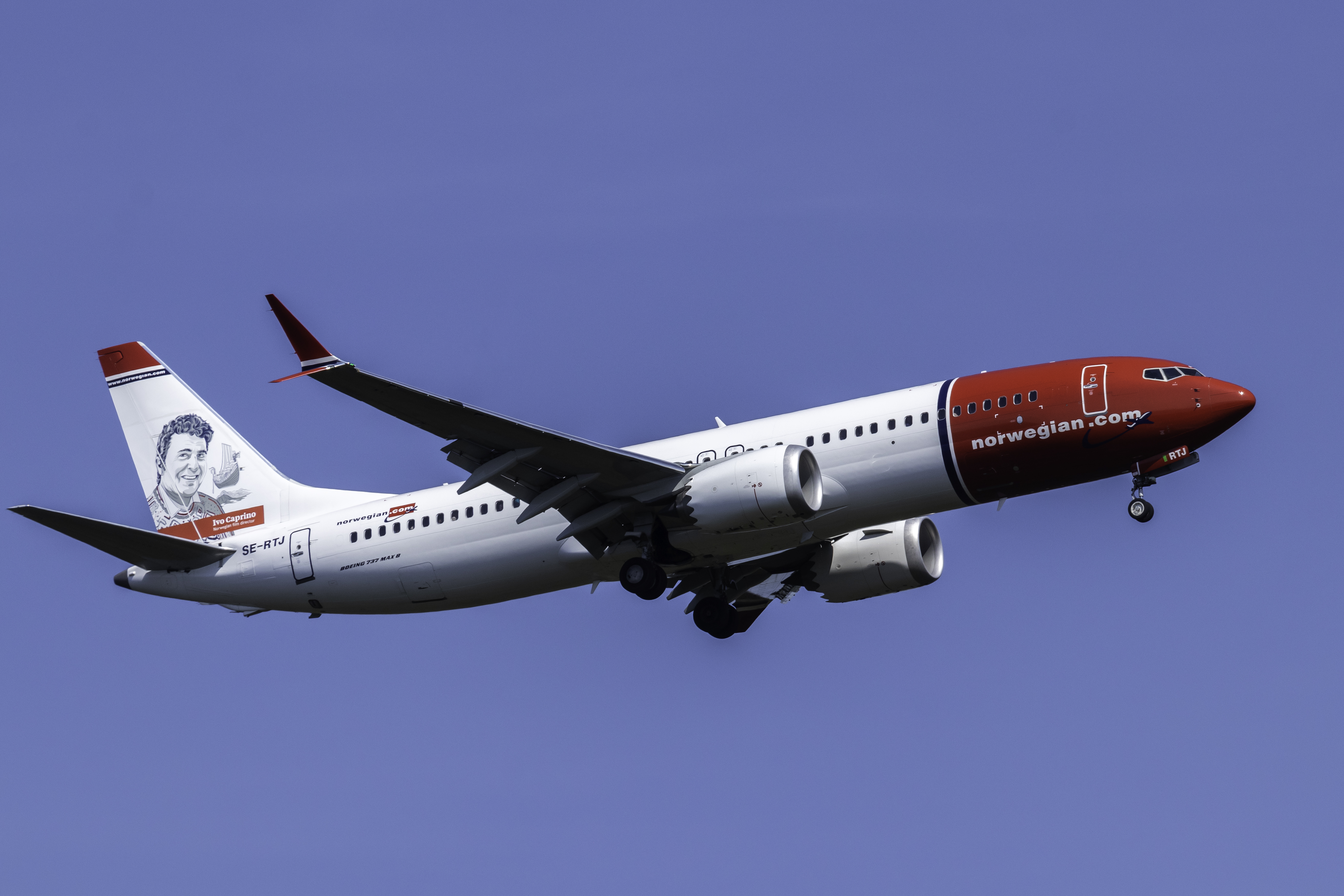
Un Boeing 737 MAX 8.

A settembre 2024 la flotta di Norwegian Air Sweden è così composta:

### Flotta storica
Norwegian Air Sweden operava in precedenza con i seguenti aeromobili: